# Чорреадор
Чорреадор – це пристрій для приготування кави, який використовується у Коста-Риці і в якому гаряча вода просочується через кавову гущу, яка стримується фільтром із матерії, встановленим на дерев'яній підставці і стікає у контейнер.

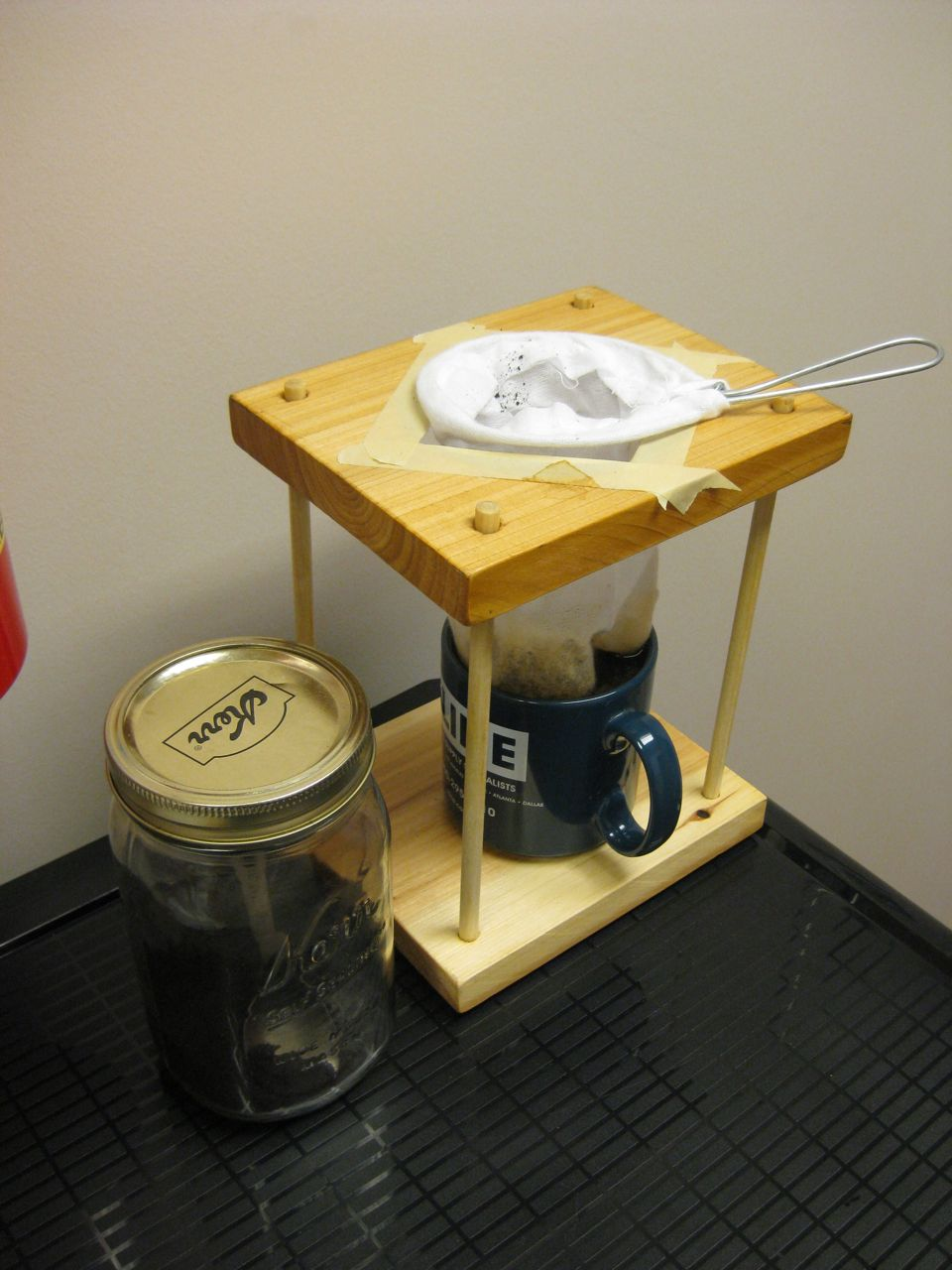
Чорреадор

## Дизайн
Чорреадор складається з дерев'яної підставки , яка утримує видовжений бавовняний мішечок (bolsita, іспанська), за формою дуже нагадує кишеню. Гирло больсіти утримується у відкритому положенні за допомогою круглого дроту або дерев'яного ободу, який прикріплений до ручки. Стенд використовується для утримання кавової чашки або кавника на його основі, а больсіта підвішена згори чорреадора на верхній підставці, що розташована над контейнером.
Чорреадор можна власноруч зробити в домашніх умовах маючи досить базові столярні та швейні навички. Його можна замовити з гарних і декоративних хвойних чи листяних порід дерев у ремісника (у Коста-Риці).

## Використання
Слово chorreador походить від іспанського дієслова chorrear, що означає крапати або сочитися, і відноситься до гарячої води, яка просочується через каву і крапає вниз. Чашку або кавник розташовують на дні підставки, а дрібно або середньомелену каву кладуть у суху больсіту. Таким чином кава у больсіті висить над контейнером. Киплячу воду повільно наливають на мелені кавові зерна і рідина просочується через зерна та больсіту, яка виступає фільтром, стікаючи в контейнер.

## Догляд за больсітою
Больсіта повинна бути добре випрана та висушена після кожного використання оскільки суха больсіта дає найкращий результат. Кожній людині, яка любить готувати каву у чорреадорі радять мати кілька фільтрів (больсіт).  
Після приготування кави больсіту потрібно сполоснути водою та очистити від кавових зерен. 
Мило чи порошок ніколи не використовуються для очищення, адже вони залишають після себе післясмак у каві. 
Олії з кавових зерен з часом забарвлюють тканину больсіти, але це ніяк не позначається на смакові кави. 
Ці олії можна видалити із тканини за допомогою солі раз на місяць. Після нанесення солі потрібно ретельно прополоскати тканину, щоб прибрати всю сіль. Больсіта за якою ведеться належний догляд може прослужити багато місяців. 

## Зовнішні посилання
- Зробіть свій власний ч [Архівовано 10 серпня 2017 у Wayback Machine.]орреадор